# Korytków (województwo świętokrzyskie)
Korytków – wieś sołecka w Polsce, położona w województwie świętokrzyskim, w powiecie koneckim, w gminie Gowarczów.
W latach 1975–1998 miejscowość administracyjnie należała do województwa radomskiego.
Wierni kościoła rzymskokatolickiego należą do parafii Świętych Apostołów Piotra i Pawła w Gowarczowie.

## Integralne części wsi
| SIMC    | Nazwa         | Rodzaj    |
| ------- | ------------- | --------- |
| 0620754 | Osada Młyńska | część wsi |
| 0620760 | Pod Kopaczami | część wsi |
| 0620777 | Smużyki       | część wsi |
| 0620783 | Za Świadkiem  | część wsi |

Ludność utrzymuje się głównie z uprawy roli lub hodowli zwierząt. Szkoła w Gowarczowie (około 1 km). Domy w większości położone są przy drodze wojewódzkiej nr 728 na odcinku Opoczno – Końskie.

## Historia
Korytków w wieku XIX wieś i folwark w powiecie opoczyńskim, gminie Stużno, parafii Gowarczów.
W XV w. należał do Klemensa Ratoszki herbu Szeliga (Długosz L.B. t.I s.339). także Łaski (Liber beneficiorum t.I, s.695.)
Był tu wielki piec w XVIII w. wzniesiony przez Dembińskiego. W 1875 r. wyrobiono tu żelaza w surowcu 30 300 pudów.
W r. 1827 było tu 20 domów 140 mieszkańców, w 1883 domów było 24 (11 mur.) i 243 mieszkańców.
Dobra Korytków składają się z folwarków: Korytków i Bernów; wsi: Korytków, Kamienna Wola, Kupimierz, Bernów, Kurzacze, Budki Rudokonne, Staropole, Eugeniów i osady Kotlin.
Rozległość dóbr wynosi mórg 2790 w tym: folwark Korytków grunta orne i ogrody mórg 832, łąk mórg 262, pastwisk mórg 16, lasu mórg 1313, nieużytki i place mórg 65, razem mórg 2488, budynków murowanych 25, z drzewa 23, płodozmian 10. polowy.
Folwark Bernów grunta orne i ogrodów mórg 280, łąk mórg 13, nieużytki i place mórg 9, razem mórg 302, bud. mur. 3, z drzewa 5, płodozmian 10-polowy. (folwark Bernów w r. 1881 oddzielony od dóbr Korytków i stanowi samoistną oddzielną własność), wieś Korytków osad 19, z grntem mórg 51, wieś Kamienna Wola osad 13, z gruntem mórg 460; wieś Kupimierz osad 15, z gruntem mórg 416.
Wieś Bernów osad 10, z gruntem mórg 319, wieś Kurzacze osad 12, z gruntem mórg 236, wieś Budki Rudokonne osad 33, z gruntem mórg 58; wieś Staropole osad 61, z gruntem mórg 276, wieś Eugeniów osad 43, z gruntem mórg 701, osada Kotlin gruntu mórg 3
Według spisu powszechnego z roku 1921 w folwarku Korytków było: 10 budynków i 144 mieszkańców, natomiast we wsi Korytków: 27 domów i 161 mieszkańców.

## Zabytki
Park z XIX w., wpisany do rejestru zabytków nieruchomych (nr rej.: A.484 z 20.12.1957 i z 10.06.1986).